# محمد فوفانا (لاعب كرة قدم)
محمد فوفانا (بالفرنسية: Mohamed Fofana)‏ هو لاعب كرة قدم غيني في مركز الوسط، ولد في 21 أكتوبر 1985 في كوناكري في غينيا. شارك مع منتخب غينيا لكرة القدم. أما مع النوادي، فقد لعب مع أكسفورد يونايتد وميبا ونادي لاهتي.

## وصلات خارجية
- محمد فوفانا (لاعب كرة قدم) على موقع قاعدة بيانات كرة القدم.إي يو (الإنجليزية)
- محمد فوفانا (لاعب كرة قدم) على موقع Soccerway.com (الإنجليزية)
- محمد فوفانا (لاعب كرة قدم) على موقع عالم كرة القدم.نت (الإنجليزية)